# Salduba inermis
Salduba inermis är en tvåvingeart som beskrevs av Kertesz 1908. Salduba inermis ingår i släktet Salduba och familjen vapenflugor. Inga underarter finns listade i Catalogue of Life.